# Lycaena initia
Lycaena initia är en fjärilsart som beskrevs av Tutt 1906. Lycaena initia ingår i släktet Lycaena och familjen juvelvingar. Inga underarter finns listade i Catalogue of Life.